# 佐賀県の県道一覧
佐賀県の県道一覧（さがけんのけんどういちらん）は、佐賀県を通る県道の一覧である。

## 概要
佐賀県の県道番号は1桁が長崎県越境主要地方道、11号 - 20号が福岡県越境主要地方道、21号以降の2桁が佐賀県内完結主要地方道、101 - 110号が長崎県越境一般県道、131 - 140番台が福岡県越境一般県道、201番以降が佐賀県内完結一般県道となっている。

## 主要地方道

### 1 - 6（長崎県越境路線）
- 1 佐世保嬉野線
- 2 （欠番：かつての大村鹿島線：1982年（昭和57年）4月に全線国道444号に昇格）
- 3 （欠番：かつての佐世保伊万里線：1993年（平成5年）4月に全線国道498号に昇格）
- 4 川棚有田線
- 5 伊万里松浦線
- 6 大村嬉野線

### 11 - 20（福岡県越境路線）
- 11 （欠番：かつての甘木鳥栖線：1993年（平成5年）4月に全線国道500号に昇格）
- 12 前原富士線
- 13 （欠番：かつての大川鹿島線：1982年（昭和57年）4月に全線国道444号に昇格）
- 14 鳥栖朝倉線（1975年（昭和50年）3月までは旧・福岡那珂川神埼線。1975年（昭和50年）4月に全線が国道385号に昇格）
- 15 佐賀八女線
- 16 （欠番：かつての柳川神埼線：1975年（昭和50年）4月に全線が国道385号に昇格）
- 17 久留米基山筑紫野線
- 18 大牟田川副線
- 19 諸富西島線
- 20 佐賀大川線

### 21 - 54（佐賀県内完結路線）
- 21 三瀬神埼線
- 22 北茂安三田川線（かつての小城北茂安線：一部を県道48号に変更）
- 23 唐津呼子線
- 24 武雄多久線
- 25 多久若木線（かつての伊万里多久線：一部が国道498号に昇格）
- 26 伊万里山内線（1993年（平成5年）3月までは伊万里武雄線）
- 27 （欠番：かつての武雄鹿島線：大部分の区域の国道498号昇格のため、残部は県道330号に格下げ）
- 28 嬉野塩田線
- 29 佐賀停車場線
- 30 佐賀川副線
- 31 佐賀川久保鳥栖線
- 32 伊万里畑川内厳木線
- 33 唐津肥前線
- 34 （欠番：かつての北方川古線：一部は国道498号に昇格、残部は県道331号に格下げ）
- 35 多久江北線
- 36 武雄福富線
- 37 厳木富士線
- 38 相知山内線
- 39 富士三瀬線
- 40 浜玉相知線
- 41 鹿島嬉野線
- 42 小城牛津線
- 43 牛津芦刈線
- 44 小城富士線
- 45 嬉野山内線
- 46 中原三瀬線
- 47 肥前呼子線
- 48 佐賀外環状線
- 49 佐賀空港線
- 50 唐津北波多線
- 51 佐賀脊振線
- 52 山本波多津線
- 53 武雄伊万里線
- 54 西与賀佐賀線

## 一般県道

### 101 - 109（長崎県越境路線）
- 101 （欠番）
- 102 塩田波佐見線
- 103 喜内瀬鍋串辻線（旧福島伊万里線）
- 104 波佐見山内線
- 105 （欠番）
- 106 嬉野川棚線
- 107 稗木場有田線
- 108 曲川心野線
- 109 鷹島肥前線

### 131 - 146（福岡県越境路線）
- 131 小郡基山線
- 132 本郷基山停車場線
- 133 坊所城島線
- 134 （欠番：かつての早津江柳川線：現在の福岡県道・佐賀県道18号大牟田川副線）
- 135 （欠番：かつての菱野鳥栖停車場線：現在の佐賀県道・福岡県道14号鳥栖朝倉線）
- 136 早良中原停車場線（福岡県側は「入部中原停車場線」）
- 137 基山平等寺筑紫野線
- 138 西島筑邦線
- 139 （欠番：かつての鐘ヶ江佐賀線：現在の佐賀県道・福岡県道20号佐賀大川線）
- 140 大詫間大川線
- 141 - 142 （欠番）
- 143 藤川二丈線
- 144 中津天建寺武島線
- 145 江口長門石江島線
- 146 坂口藤吉線

### 201 - 300（佐賀県内完結路線）
- 201 （欠番：かつての神埼諸富線：県道48号に昇格）
- 202 （欠番：かつての塩田北方線：大部が国道498号に昇格し廃止）
- 203 - 204 （欠番）
- 205 鳥栖田代線
- 206 - 207 （欠番）
- 208 大木庭武雄線
- 209 広滝大和富士線
- 210 市武神埼線
- 211 市武諸富線
- 212 川上牛津線
- 213 （欠番）
- 214 白石大町線：2008年佐賀県道214号錦江大町線から改称[1]。
- 215 （欠番）
- 216 唐津港線（wikidata）
- 217 星賀港線（wikidata）
- 218 高串港線
- 219 基山停車場線
- 220 鳥栖停車場線
- 221 肥前麓停車場線
- 222 肥前神埼停車場線
- 223 伊賀屋停車場線
- 224 鍋島停車場線
- 225 久保田停車場線
- 226 牛津停車場線
- 227 肥前白石停車場線
- 228 肥前竜王停車場線
- 229 肥前鹿島停車場線
- 230 肥前七浦停車場線
- 231 肥前飯田停車場線
- 232 多良停車場線
- 233 上有田停車場線
- 234 有田停車場線
- 235 東多久停車場線（wikidata）
- 236 唐津停車場線
- 237 駒鳴停車場線（wikidata）
- 238 大川野停車場線（wikidata）
- 239 上伊万里停車場線
- 240 伊万里停車場線
- 241 夫婦石停車場線
- 242 楠久停車場線（wikidata）
- 243 浦の崎停車場線（wikidata）
- 244 （欠番：かつての南佐賀停車場線：2008年廃止[2]）
- 245 （欠番：かつての諸富停車場線：2021年廃止[3]）
- 246 鳥栖停車場曽根崎線
- 247 肥前神埼停車場平八本松線
- 248 鍋島停車場東山田線（wikidata）
- 249 （欠番）
- 250 鏡山公園線
- 251 黒髪山公園線（wikidata）
- 252 多良岳公園線
- 253 武雄温泉線
- 254 今村枝去木線
- 255 - 256 （欠番）
- 257 梅野有田線
- 258 半田鬼塚線
- 259 平山相知線（wikidata）
- 260 東与賀佐賀線
- 261 （欠番：かつての広江佐賀線：県道49号の大部に昇格）
- 262 （欠番：かつての新田三日月線：県道48号に昇格）
- 263 （欠番：かつての新田徳須恵線：県道52号に昇格）
- 264 山崎西相知停車場線（wikidata）
- 265 切木唐津線（wikidata）
- 266 江上光法停車場線
- 267 松尾佐賀停車場線（wikidata）
- 268 （欠番：かつての久間白石線：2019年廃止。廃止区間を延伸するかたちで県道351号に改番[4]。）
- 269 若宮鶴線（日の隈公園線から改称）
- 270 中野武雄線（wikidata）
- 271 （欠番：かつての金石原武雄線：県道53号に昇格）
- 272 （欠番）
- 273 藤原松瀬線
- 274 （欠番）
- 275 松尾湯の原線（wikidata）
- 276 七山厳木線（wikidata）
- 277 江口東尾線
- 278 池原古湯線（wikidata）
- 279 （欠番：かつての妙見満島線：2009年廃止[5]）
- 280 中津隈原古賀線
- 281 大木有田線
- 282 奥山鹿島線
- 283 古枝肥前浜停車場線
- 284 別府牛津停車場線
- 285 大詫間光法停車場線
- 286 （欠番：かつての西与賀本庄線：県道54号に昇格）
- 287 十五中原線
- 288 （欠番：かつての相応津諸富線：県道48号に昇格）
- 289 皿屋三河内線（wikidata）
- 290 杉山小城線
- 291 （欠番：かつての背振佐賀線：県道51号の大部に昇格）
- 292 加倉仮屋港線
- 293 （欠番：かつての多久長尾牛津線：一部は県道25号の一部に昇格。残部は県道332号に改番。）
- 294 薬師丸佐賀停車場線
- 295 竹崎上田古里線（竹崎港線から改称）
- 296 （欠番：かつての徳須恵山本停車場線：県道52号に昇格）
- 297 塩屋大曲線
- 298 蔵宿有田線
- 299 三瀬栗並線
- 300 基山公園線

### 301 - 351（佐賀県内完結路線）
- 301 波戸岬線（wikidata）
- 302 肥前旭停車場線
- 303 岩屋川内嬉野線：2025年佐賀県道303号岩屋川内嬉野温泉停車場線から改称[6]。
- 304 （欠番：かつての徳須恵唐津線：県道50号に昇格）
- 305 脊振山公園線（wikidata）
- 306 鳥巣浜崎停車場線
- 307 （欠番）
- 308 小侍多久原線
- 309 山浦肥前鹿島停車場線（wikidata）
- 310 名護屋港線（wikidata）
- 311 （欠番：かつての岩野呼子線：県道340号の一部に改番）
- 312 （欠番）
- 313 飯盛戸ヶ里港線
- 314 （欠番）
- 315 川古平山上線（wikidata）
- 316 川内野浦の崎港線
- 317 納所入野線（wikidata）
- 318 - 319 （欠番）
- 320 千々賀神田線
- 321 黒川松島線
- 322 板屋厳木線（wikidata）
- 323 八幡岳公園線（wikidata）
- 324 久間深浦線（wikidata）
- 325 吉田鶴線
- 326 山谷大木線
- 327 七山唐津線（wikidata）
- 328 相知唐津浜玉線（wikidata）
- 329 九千部山公園線
- 330 武雄塩田線
- 331 北方朝日線
- 332 多久牛津線
- 333 佐賀環状東線
- 334 吉野ヶ里公園線（wikidata）
- 335 神埼北茂安線
- 336 中原鳥栖線
- 337 天山公園線（wikidata）
- 338 岸川莇原線
- 339 江北芦刈線
- 340 鎮西唐津線（wikidata）
- 341 山崎町切線
- 342 筒井万賀里川線
- 343 有田ポーセリンパーク線
- 344 伊万里有田線
- 345 武雄白石線
- 346 嬉野下宿塩田線
- 347 虹の松原線
- 348 新鳥栖停車場線：2007年認定[7]。
- 349 嬉野温泉停車場線：2014年認定[8]。
- 350 相知厳木線：2018年認定[9]。
- 351 久間大町線：2019年認定[10]。

### 401（自転車道）

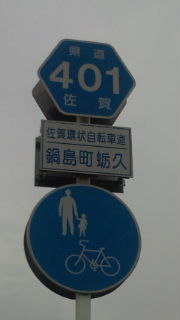
佐賀県佐賀市鍋島町蛎久

- 401 佐賀環状自転車道線（wikidata）